# Jabłoniec (Jasień)
Jabłoniec (deutsch Gablenz, nieder- und obersorbisch Jabłońc) ist ein Ort in der Gmina Jasień im Powiat Żarski in der polnischen Woiwodschaft Lebus. 2011 lebten hier 261 Einwohner.

## Geschichte
1221 wurde der Ort erstmals erwähnt. Seit 1816 gehörte er zum Landkreis Sorau in der Niederlausitz.
1945 kam das Gebiet zu Polen.

## Sehenswürdigkeiten
- Kirche St. Anna, mittelalterlicher Feldsteinbau mit Backsteinturm von 1717/19
- Reste des ehemaligen Herrenhauses